# Claudio Merulo

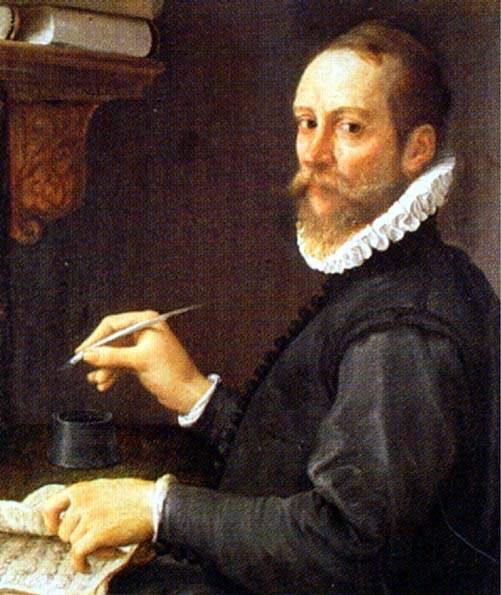
Claudio Merulo, 1587 auf einem Porträt von Annibale Carracci. Museo di Capodimonte, Neapel

Claudio Merulo, auch Claudio da Correggio (eigentl. Claudio Merlotti; * 8. April 1533 in Correggio; † 5. Mai 1604 in Parma) war ein italienischer Komponist und Organist der Spätrenaissance. Merulo ist die latinisierte Form von Merlotti, seinem eigentlichen Familiennamen; sowohl ital. merlo als auch lat. merula bedeutet „Amsel“.

## Leben
Er war ein Sohn von Antonio Merlotti und dessen Frau Giovanna Govi aus Brescia und wurde am 8. April 1533 in der Kirche San Quirino in Correggio getauft, zusammen mit seinem Zwillingsbruder Quirino, der vermutlich früh verstarb, da er ansonsten nicht mehr dokumentarisch erwähnt wird.
Über Merulos Ausbildung ist wenig bekannt. Ersten Unterricht erhielt er wahrscheinlich von Tuttovale Menon, einem bretonischen Madrigalkomponisten, der in Correggio arbeitete; ein weiterer Lehrer war möglicherweise Girolamo Donato.
Merulo arbeitete zuerst als Organist in Brescia (1556), im Jahr darauf bewarb er sich um den Posten eines zweiten Organisten am Markusdom in Venedig, einem der bedeutendsten musikalischen Zentren der damaligen Welt. Merulo konnte sich u. a. gegen Andrea Gabrieli durchsetzen. Kapellmeister war zu dieser Zeit Adrian Willaert (bis 1562), später Cipriano de Rore (1563/64) und Gioseffo Zarlino (1565–1590). Im Jahr 1566 stieg Merulo als Nachfolger von Annibale Padovano zum ersten Organisten auf, A. Gabrieli wurde nun zweiter.
Neben dieser offiziellen Tätigkeit trat er regelmäßig in den Palazzi venezianischer Adliger auf, z. B. in der Ca’ Zantani, die auch von Parabosco, Padovano und anderen Virtuosen frequentiert wurde. Hierbei dürfte er nicht nur auf Orgelpositiven gespielt haben, sondern auch auf Kielinstrumenten wie Cembalo oder Virginal, zumal Venedig eines der Zentren des damaligen Instrumentenbaus war, mit berühmten Cembalobauern wie Domenicus Venetus (auch Pisaurensis), Celestini oder Trasuntino.
Merulo trat außerdem als Komponist von Vokalwerken in Erscheinung, vor allem von Madrigalen, sowie von Motetten und Messen. Er komponierte auch Musik zu den Bühnenwerken Marianna und Le Troiane von Lodovico Dolce (1565/66); außerdem zu einer Tragödie von Cornelio Frangipane il Giovane (Musik verloren), anlässlich der Feierlichkeiten für Heinrich III. von Frankreich, der Venedig im Jahr 1574 besuchte. 1579 bei der Hochzeit Francesco de’ Medicis mit Bianca Capello aus Venedig gehörte Merulo zur venezianischen Gesandtschaft.
Zwischen 1566 und 1571 arbeitete Merulo auch als Verleger. Er gab nicht nur eigene Werke heraus (nur Libro Primo de Ricercari (1567) und ein Band mit Orgelmessen (1568) sind erhalten), sondern auch Werke anderer Komponisten (u. a. ein Reprint von Costanzo Festas Il Primo Libro de madrigali a tre voci (urspr. Venedig, 1537)).
Nach fast 30 Jahren Tätigkeit am Markusdom verließ Merulo Venedig im Jahr 1584. Er erhielt eine Stelle am Hofe der Farnese in Parma. 1587 übernahm er zusätzlich den Posten eines Domorganisten, und 1591 einen dritten Posten an der Basilika Santa Maria della Steccata in Parma, wo es eine Orgel von Benedetto Antegnati (1573) gab. Merulo wurde von Herzog Ranuccio I Farnese in den Stand eines cavaliere erhoben und mit einer goldenen Kette beschenkt, die er auch auf dem Porträt trägt, das den zweiten Band seiner Canzoni (1606) ziert.
Im Konservatorium zu Parma befindet sich eine kleine Orgel mit 4 Registern, die zumindest teilweise von Merulo selber konstruiert worden sein soll.
Merulo war dreimal verheiratet, zuletzt (ab 1588) mit Amabilia Banzola. Er starb nach kurzer schwerer Krankheit am 5. Mai 1604. Er erhielt ein Staatsbegräbnis und wurde in der Kathedrale von Parma an der Seite von Cipriano de Rore begraben.

## Musik

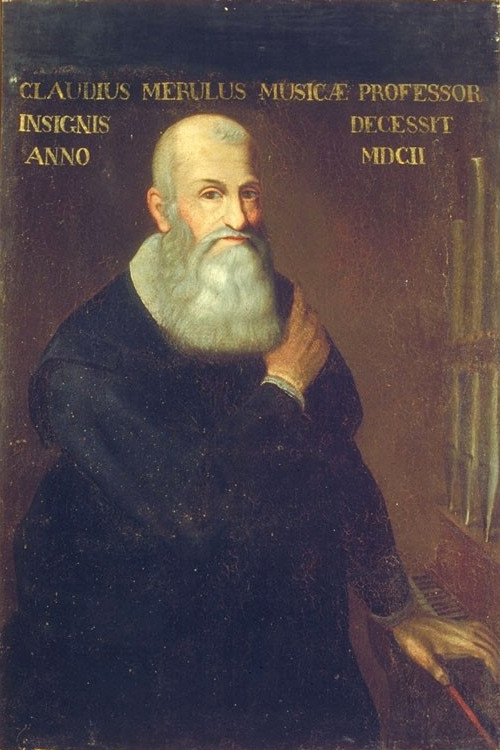
Claudio Merulo. Posthumes (?) Porträt eines Anonymus, Museo Civico di Correggio

Von Zeitgenossen (darunter Zarlino, Diruta, Vincenzo Galilei) wurde er als bester Organist Italiens hochgeschätzt und bewundert. Er gilt heute als wichtigster Pionier der Toccata vor Frescobaldi, und somit des Stylus phantasticus (im heutigen Sinne). In seinen Toccaten übertrifft er bei weitem die Werke seiner Tastenkollegen in Bezug auf kompositorische Sorgfalt, Eleganz, Fantasie und Ausdruckskraft. Er hinterließ außerdem Ricercari, Canzonen und Orgelmessen. Alle von Merulo überlieferten Orgel- bzw. Tastenwerke sind echte Instrumentalwerke, die aus dem Geiste und den Möglichkeiten des Tasteninstruments schöpfen, und sich insofern von der reinen Nachahmung eines vokalpolyphonen Stils deutlich entfernt haben. Ein wichtiges Element von Merulos Stil liegt in seiner Verzierungskunst (Diminutionen), die Parallelen zum reichverzierten Sologesang der Epoche (Caccini, Luzzaschi usw.) und zu den Werken von Instrumentalvirtuosen wie Giovanni Bassano und Girolamo Dalla Casa, sowie seines Kollegen Andrea Gabrieli aufweist.
In seinem Vokalwerk macht Merulo teilweise von den Möglichkeiten der venezianischen Mehrchörigkeit Gebrauch. Zu seinen Schülern gehörten Florentio Maschera (um 1540–1584), Giovanni Battista Mosto und Girolamo Diruta, der in seinem bekannten Traktat Il Transsilvano (1593) nicht nur Fingersätze mitteilt, sondern ausführlich auf die Eleganz von Merulos Orgel- bzw. Tasten-Spiel eingeht, dessen musikalisches Ideal trotz allem der Gesang war.

## Werkliste

### Tastenmusik (Orgel, Kielinstrumente)
- Ricercari d’intavolatura d’organo (1567)
- Messe d’intavolatura d’organo (1568)
- Canzoni d’intavolatura d’organo, fatte alla francese: Libro I (1594), Libro II (1606, posthum), Libro III (1611, posthum)
- Toccate d’intavolatura d’organo: Libro I (1598), Libro II (1604)

### Vokalmusik
- Madrigali a 5: Libro I (1566), Libro II (1604)
- Madrigali a 4 (1579)
- Madrigali a 3 (1580)
- Mottetti a 5 (Sacrae Cantiones): Libro I (1573), Libro II (1578)
- Mottetti a 6: Libro I (1583), Libro II (1593), Libro III (1605, posthum)
- Mottetti a 4 (1584)
- Sacrorum concentuum… (1594), darin Motetten zu 8, 10, 12, 16 Stimmen
- Missarum 5 vocum (1573), darin: Missa Benedicta es coelorum Regina, Missa Susanne un giour, Missa Oncques Amour, Missa Aspice Domine
- Misse due… (1609, posthum), darin: 2 Messen (zu 8 bzw. 12 Stimmen) und Litaniae Beatae Mariae Virginis (8-stimmig)

außerdem (instrumental oder vokal):
- Ricercari da cantare a 4 voci: Libro I (1574), Libro II (1607, posthum), Libro III (1608, posthum)

Zahlreiche Madrigale von Merulo erschienen darüber hinaus in zeitgenössischen Sammeldrucken und Anthologien.
Weitere Kompositionen, sowohl instrumental als vokal, sind in nicht autographen Manuskripten überliefert (Verona, deutsche Orgeltabulaturen in Turin), z. T. jedoch zweifelhaft.

## Noten
- Claudio Merulo, Ricercari d’Intavolatura... (Libro I), Venedig 1567. Hrsg. v. John Morehen, Madison (Wisconsin, USA): A-R Editions, Inc., 2000.
- Claudio Merulo, Canzoni d’Intavolatura... (Libro I, II, III), Venedig 1592, 1606 und 1611. Gesamtausgabe von Walker Cunningham & Charles McDermott, Madison (Wisconsin, USA): A-R Editions, Inc., 1992.
- Claudio Merulo, Toccate d’Intavolatura... (Libro I & II), Rom 1598 und 1604. Neuausgabe (Facsimile): Florenz: Studio per edizioni scelte (S.P.E.S.), 1981.